# Romain Tillon
Pour les articles homonymes, voir Tillon.
Romain Tillon, né le 6 mai 1982, à Feurs, en France, est un joueur et entraîneur de basket-ball français. Il évolue au poste de meneur.

## Palmarès
- 3e du championnat d'Europe des -20 ans 2002